# 루비겐역
루비겐역(독일어: Bahnhof Rubigen)은 스위스 베른주 루비겐 시에 있는 기차역이다. 스위스 연방 철도의 표준궤 베른-툰선의 중간 정류장이다.

## 운행편
다음 서비스는 루비겐에서 정차한다.
- 베른 S-반 S1 : 프리부르와 툰 사이를 30분 간격으로 운행